# アール・ワイルド
アール・ワイルド（Earl Wild, 1915年11月26日 - 2010年1月23日）はアメリカ合衆国のピアニスト・作曲家。

## 人物
19世紀のヴィルトゥオーゾの伝統を引き継いだことを自負しており、正統的なレパートリーよりは、専らトランスクリプションや編曲を好んで演奏している。ジャズやガーシュウィンの演奏でも有名。
ペンシルベニア州ピッツバーグ出身。神童としてエゴン・ペトリほかに師事した。10代で作曲を始め、ロマン派音楽のトランスクリプションも手がける。1942年にトスカニーニに招かれ、ガーシュウィンの《ラプソディー・イン・ブルー》によってオーケストラと初共演を行い、大々的な成功を収め、名声を確かなものにした。第二次世界大戦中は海軍に仕官し、退役後は新設されたABCに、局内ピアニスト・指揮者・作曲家として1968年まで活動した。
アメリカ合衆国ピアノ界の最長老にもかかわらず、年齢を感じさせない正確なメカニックにより、演奏活動や録音のかたわら、世界各地でマスタークラスを主宰しており、とりわけ北京、ソウル、東京での活動が知られていた。2004年9月に倒れたが、手術を受け、自宅療養を続けた後、2005年11月29日にカーネギー・ホールで生誕90周年祝賀コンサートを開催した。
自作の大作では、ラフマニノフの《パガニーニ狂詩曲》と似た構成の、《フォスターの「草競馬」による変奏曲》（1992年）、「リッキー・マーティン風のトッカータ」と題された終楽章を持つ《ピアノソナタ》(2000年）がある。88歳で制作したCDは、グラミー賞に輝いた。
2010年1月23日、心不全のために逝去。94歳没。

## 脚註
1. ↑  初演メンバー（作曲者のピアノ独奏とジョゼフ・ジウンタ指揮／デイモン交響楽団）による録音が出ている。
2. ↑  Earl Wild, Pianist, Dies at 94 New York Times 2010-1-23閲覧